# Anicla illapsa
Anicla illapsa là một loài bướm đêm thuộc họ Noctuidae. Nó được tìm thấy ở New Brunswick to Florida, phía tây đến Texas, Nebraska và Ontario.
Sải cánh dài 29–35 mm. Con trưởng thành bay từ tháng 5 đến tháng 10. Có hai lứa trưởng thành một năm.
Ấu trùng ăn Phleum pratense và có thể ăn nhiều loại cỏ khác nhau/